# Флаг Сербии и Черногории
Флаг Сербии и Черногории — флаг Союзной Республики Югославия (также называемой Федеративная Республика Югославия), в 2003 году переименованной в Государственный Союз Сербии и Черногории. Был принят 27 апреля 1992 года и оставался в использовании до распада Государственного Союза в 2006 году на Сербию и Черногорию. Пропорция флага 1:2.
Для кораблей торгового флота использовался данный флаг в пропорции 2:3, который ранее был торговым флагом Государства Словенцев, Хорватов и Сербов, переименованного в 1920 году в Королевство Сербов, Хорватов и Словенцев, а в 1929 году в Королевство Югославия.

## Другие флаги
- Военно-морской флаг
- Гюйс ВМФ
- Штандарт Президента